# 斐濟
斐濟共和國（英語：Republic of Fiji），通稱斐濟，是位於南太平洋，瓦努阿圖以東、東加以西、吐瓦魯以南的群島國家，由322個島嶼組成（一半為无人岛，而維提島和瓦努阿島兩個主要島嶼的人口佔全國的87%）。國家名稱是源自斐濟語“Viti”的東加語發音。

## 歷史

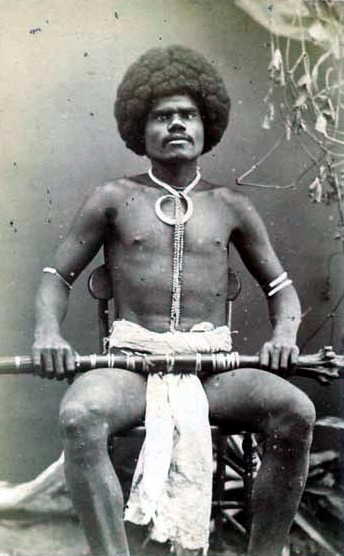
斐濟山地的戰士，1870年

公元前晚期至公元800年，被称为“图伊普洛图”的部落首领统治着斐济群岛。
早在17世紀，便有東南亞裔人士抵達斐濟定居，比歐洲的探險家要早一些。
1643年，荷蘭探險家阿貝爾·塔斯曼抵達斐濟，是首位踏足此地的歐洲人。
1871年，塞鲁·埃佩尼萨·萨空鲍建立斐济王国，这是首个统一斐济群岛的政权。
1874年，英国吞并斐济，成立斐济殖民地。
斐濟於1970年從英國獨立，国名为「斐济」，为英联邦内的自治领。1987年，發生了兩起軍事政變，第一次是有人不滿政府由當地的印度裔壟斷，第二次是要求廢除君主立憲，實施共和制，以總統取代總督，其國家名稱也從當時的「斐濟」改為「斐濟共和國」。1990年，改名为「斐濟主權民主共和國」。1998年，又改名为「斐濟群島共和國」。
2006年5月6日，议会选举举行。5月18日，选举委员会确认，在众议院的71个议席中，斐济团结党获得36个席位，斐济工党得到31个议席，联合人民党获得两个议席，其余两个议席为独立竞选人获得。斐济团结党领导人莱塞尼亚·恩加拉塞宣誓就职总理。
2006年12月5日，斐济武装部队司令弗兰克·姆拜尼马拉马称，军方已完全接管政府并控制了全国，解除总理恩加拉塞的职务，他本人暂时代行总统职务。12月6日，过渡政府总理乔纳·塞尼兰加卡利宣誓就职。2007年1月4日，姆拜尼马拉马宣布将总统职务交还给约瑟法·伊洛伊洛 。1月5日，姆拜尼马拉马宣誓就任过渡政府总理。

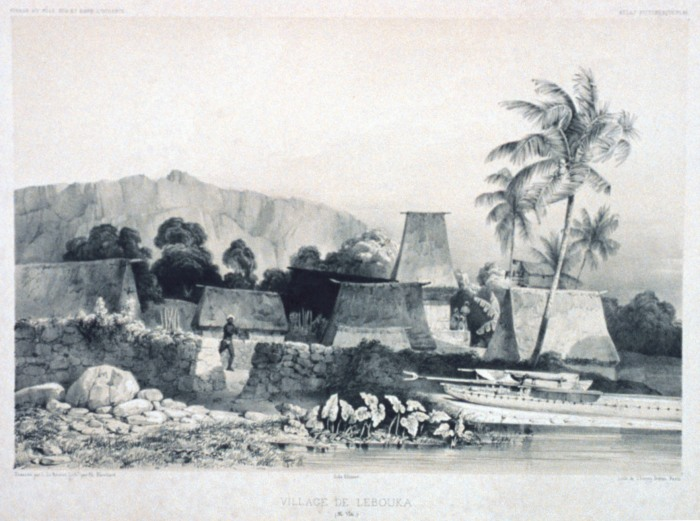
莱武卡，1842年

2011年，恢復原國號「斐濟共和國」 。

## 政治
斐济的政治体制为代议民主制，并实行多党制，斐济總理为政府首脑，由身为虛位元首的总统正式委任獲议会多數支持的人，而總統由議會選出。行政权归属由總理及其內閣成員領導的政府；立法权由议会与政府共有；司法权独立于行政权与立法权。斐濟雖然承認英国君主為最高酋長，但自1987年起便以總統為國家元首；斐濟因2006年政變被中止英联邦成员资格，是當時惟一被完全中止成员资格的成员國。後於2014年3月改為只禁止出席會議，同年9月因國內舉行了獲國際認可的大選而完全恢復為會員。
斐濟的民主政治被1987年中的兩次軍事政變打斷，原因是擔心政府認為印度裔控制斐濟。1990年憲法保證斐濟民族特權，但導致印度裔大量移民，人口的損失導致了經濟困難，但確保了美拉尼西亞人成為多數。1997年中頒布的修正案使斐濟憲法更加公平。1999年的自由選舉產生了以印度裔斐濟人為首的政府。一年後，由強硬的斐濟民族主義者2000年政變罷免了。2000年底民主政治得以恢復。2006年的軍事政變中止民主進程，直至2014年才恢復舉行民主選舉。

## 行政區劃
斐濟分為2個直轄市、4個行政区和罗图马岛。直轄市分別是蘇瓦和劳托卡；行政區分別是中央区、西部区、北部区和东部区。其下分为14个省：納莫西省、拉省、雷瓦省、塞鲁阿省、泰萊武省、奈塔西里省、楠德龙加-纳沃萨省、姆巴省、姆布阿省、萨考恩德罗韦省、坎達武省、劳省、洛迈维蒂省、马苏阿塔省。

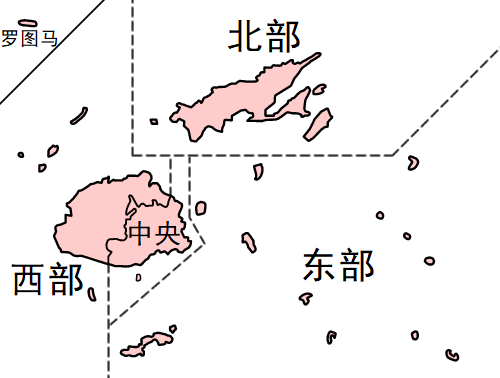
斐濟行政區圖

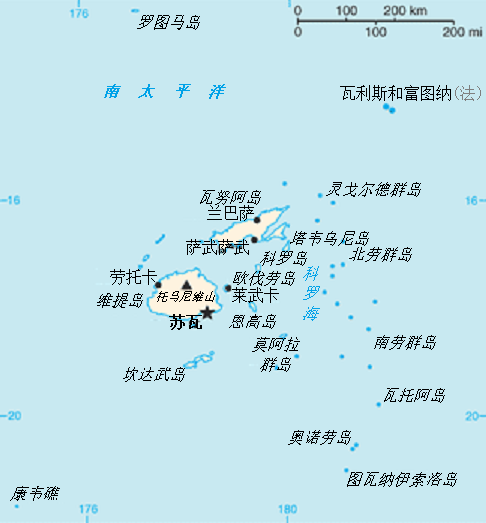
斐濟地圖

## 地理

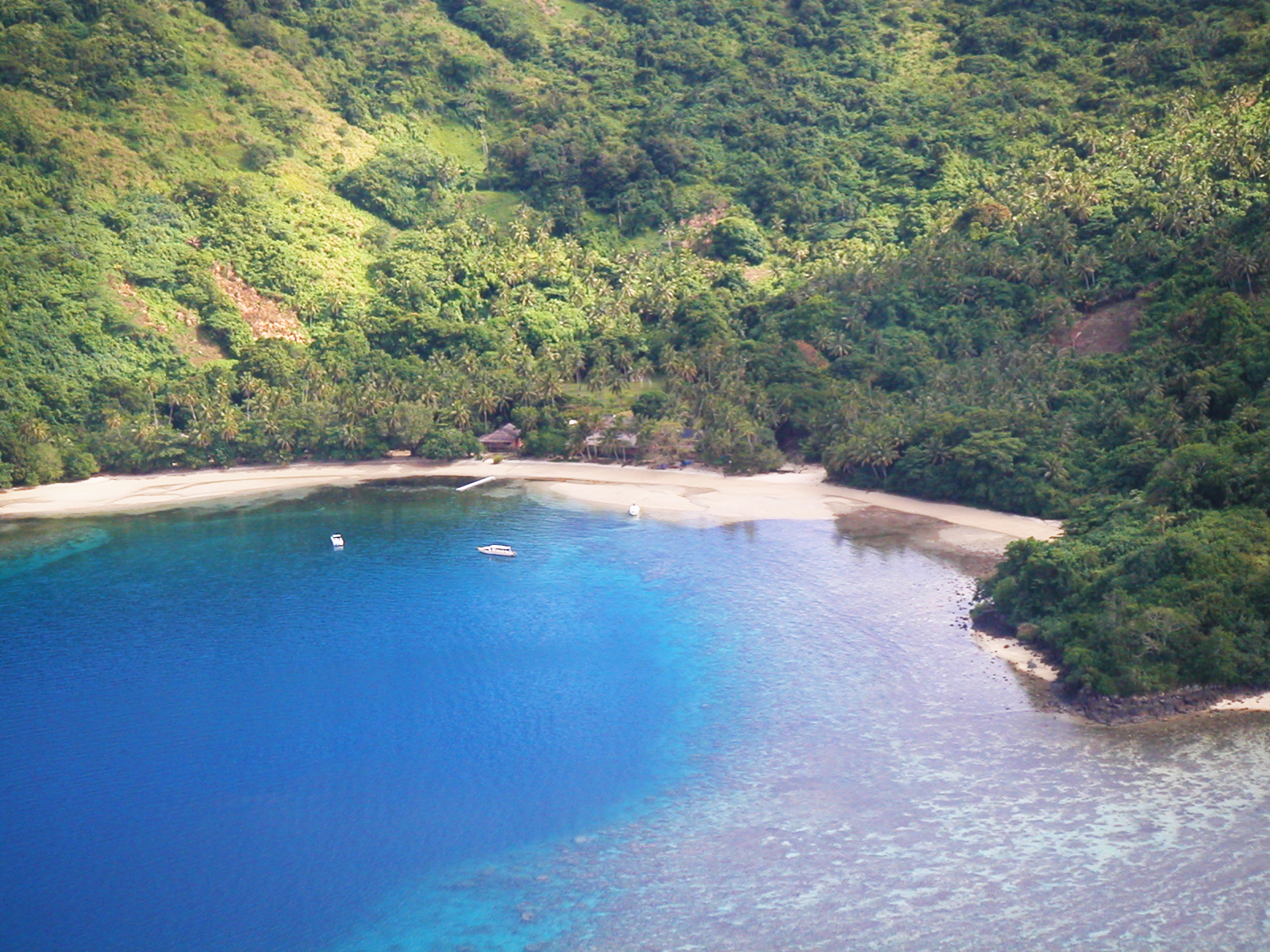
库卢湾

斐济总面积（含海域面积）为194000平方公里，其中10%面积为陆地。
斐济包含322个岛屿，主要为珊瑚礁环绕的火山岛，其中1/3有人居住。最大的岛屿为维提岛与瓦努阿岛。首都苏瓦位于维提岛上。四分之三的人口也居住在维提岛。该岛多山，最高峰托马尼维峰（Tomaniivi），海拔1324米，并有热带雨林。其他重要城镇有楠迪、萨武萨武与劳托卡。

### 氣候
斐濟屬於溫暖的熱帶海洋氣候，幾乎全年的溫度都在一個很小的範圍內。溫暖的季節出現在11月到4月，涼爽的季節則是從5月至10月。即使在涼爽的季節，平均溫度仍然高達22°C（72°F）。降雨是季節性的到來，溫暖的季節會有較多的雨量，尤其是在內陸地區。雖然一年平均會有一個熱帶氣旋來襲（十年出現10-12次），但一般說來，風是溫和的。

## 軍事

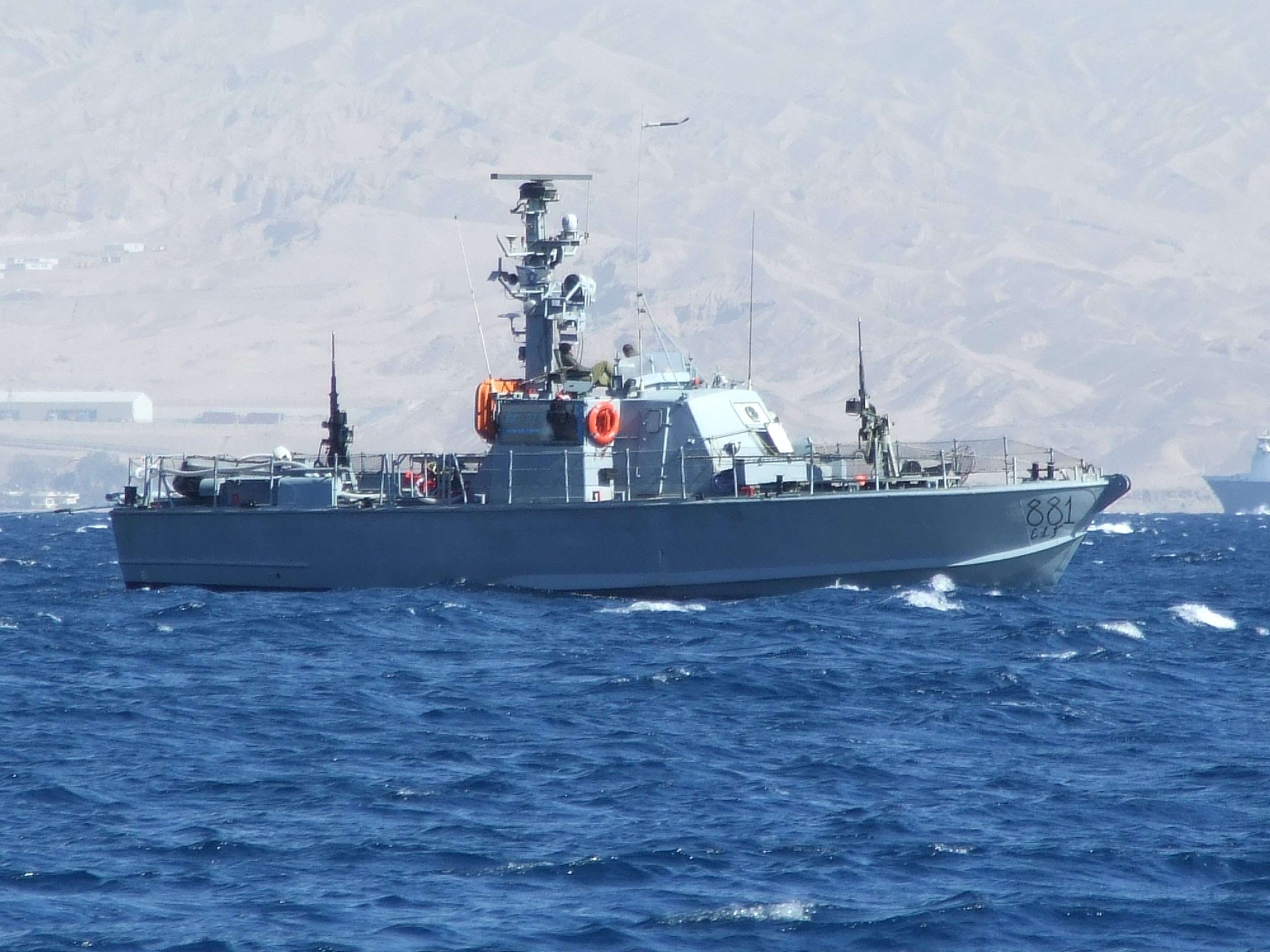
斐濟巡邏艇

斐濟共和國軍事部隊（RFMF），總兵力約3500人，是一支小型軍隊。其中，有3200名現役軍人為陸軍部隊，組成六個步兵營和一個工兵營；另外，大約有6000名陸軍後備部隊組成三個步兵營。過去有一個"祖魯"（Zulu）反革命特戰部隊（約80名士兵），在2000年年底因涉及軍事政變被裁撤。

## 經濟

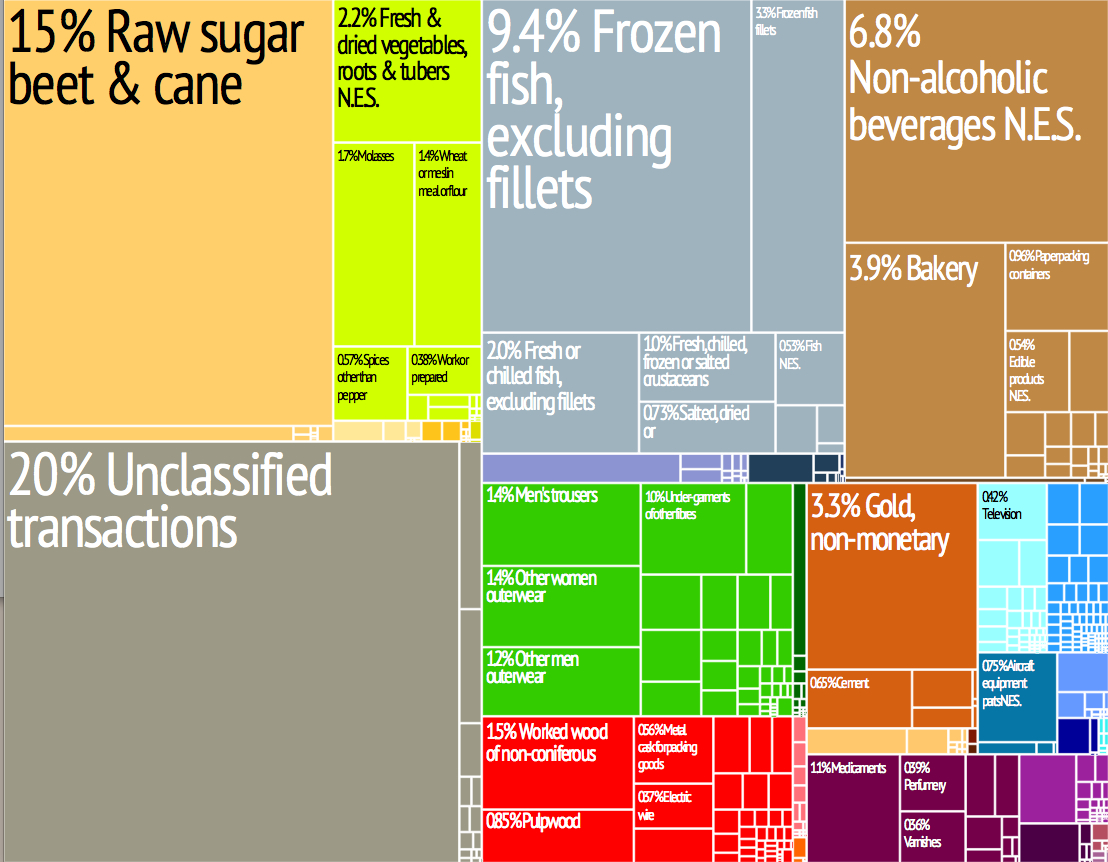
斐濟的產品出口在28個顏色編碼的類別的圖形化描述

斐濟經濟以農業、漁業、林業、製造業、礦產業、資訊與通訊產業、影視工業為主。農作物部份，包括栽培農作物、新鮮水果、蔬菜，如：芋頭、椰子、可可豆、木瓜、各類水果和蔬菜、卡瓦（Kava）和稻米。畜牧部份，包括牛肉，乳品，豬肉，家禽，綿羊，山羊和養蜂。漁業對斐濟經濟具有重大意義，因為它不但是蛋白質的主要來源，也是就業和外匯收入重要項目。林業可供砍伐的林地面積總計約956,860公頃，占國內產值（GDP）的1.3%。
製造業多為基礎的工業。採礦和採石業平均占國民生產總值的1.4%。
斐濟運用資訊與通訊技術，吸引世界上知名的企業將其後台作業（back office services）交給位于斐濟的公司運作。影視工業則包括電影、電視、視訊、音訊、電腦軟體、電子商務、電訊等的製作與輸出。

## 人口

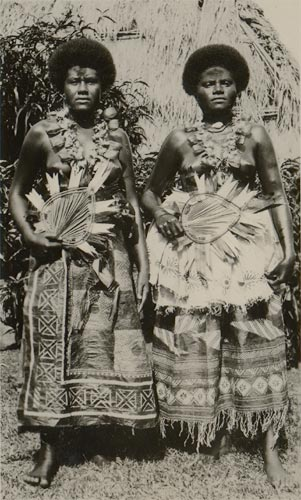
1935年，斐濟婦女

2003年的统计数据显示斐济有人口837,000人。人口密度45.8人/平方公里。人均寿命72.1岁。从二十世纪三十年代开始，每年人口增长率为1.1%。斐济人口主要由15-64岁的青壮年组成，年龄中位数为27.9岁。人口性别比为103（女性=100）。
美拉尼西亞人佔54.3%。印度裔佔38.1%。

### 语言
斐济的宪法规定了三个语言为官方语言，分別是英语、斐济语和印度斯坦语（Hindustani）。其中，印度斯坦语是居住在斐济的印度族裔的主要语言，而斐济语则是斐济本民族的语言。据斐济宪法规定，斐济公民有权利使用其中任何一种语言同政府机构沟通，需要的话政府应及时提供翻译人员。英语是斐济本民族和印度族裔最常用的语言。不同族群间沟通一般是用英语，政府机构、教育机构、金融和法律机构也一般以英语为主。
斐济语是斐济的民族语言，属于南岛语系。与同属南岛语系的美拉尼西亚语较为接近，但由于长期与波利尼西亚民族接触，因此也受到马来-波利尼西亚语族中的汤加语的影响。
印度斯坦语是在斐济居住的印度族裔和信仰伊斯兰教的穆斯林们所讲的主要语言。与印度次大陆所讲的印地语和乌尔都语有一定区别，但其区别并不妨碍相互交流，關於斐濟所使用的印度斯坦語，請參見斐濟印地語。
除了上述三种官方语言，斐济还有很多其他的语言。其中在该国西部的很多方言，同官方的标准语（Bau Standard）差别很大，甚至可以被认为是另一种语言。另外，很多斐济的印度人除了说印度斯坦语外，也说泰米尔语。还有少数说比哈里语（Bihari）、孟加拉语和其他语言。而在该国的罗图马岛上，主要使用罗图马语（属于波利尼西亚语的一种）。

### 宗教
信奉基督宗教的人佔52.9％，而信奉印度教和信奉伊斯蘭教的人各佔38.1％和7.8％。

### 國定假日
在宗教上，斐濟奉行多元宗教自由主義。由於有不同種族人口聚居斐濟，故此，從斐濟的國定假期中可以反映到該國的多元共容文化。
| 日期             | 節日名稱             | 備註 |
| ---------------- | -------------------- | --- |
| 1月1日           | 元旦                 | 在斐濟某些地區，慶祝新年的時期可以長達多個星期甚至一整個月                                                                                    |
| 每年2月或3月份   | 侯麗節               | 印度教節日——顏色的節日 |
| 每年3月或4月份   | Rama Navami          | 印度教節日，慶祝罗摩（毘濕奴的化身）出生 |
| 每年3月或4月份   | 復活節               | 傳統基督教節日 斐濟政府將復活節星期日及之前的星期五列為公眾假期                                                                               |
| 5月30日          | 國父紀念日           | 慶祝斐濟首位政治家，被譽為「斐濟國父」的Lala Sukuna的日子，為該國長達一星期的慶祝期的最後一天                                                 |
| 每年7月份        | 憲法日               | 紀念確立採用「斐濟憲法」 |
| 伊斯蘭歷3月12日  | 聖紀節               | 伊斯蘭教重要節日，慶祝穆罕默德出生 |
| 每年9月份        | 蔗糖節               | 在Lautoka市舉行，每年慶祝日不定 |
| 10月10日         | 斐濟日（斐濟獨立日） | 紀念該日為斐濟被割讓與英國（1874年），及從英國獨立出來（1970年） 斐濟政府會舉行長達一個星期的斐濟週，以多姿多采的慶祝項目來表現該國的多元文化 |
| 每年10月或11月份 | 排燈節（也稱光明節） | 印度教的節日，供奉印度教代表富裕和繁榮的女神拉克什米 每年慶祝日不定                                                                           |
| 12月25日         | 聖誕節（也称耶誕節） | 傳統基督教節日 |

## 外交
1930年代中華民國與斐濟殖民政府建立外交關係，並設立中華民國駐斐濟領事館。1975年11月5日，中華人民共和國同斐濟建交，並設有中華人民共和國駐斐濟共和國大使館；中華民國駐斐濟領事館撤销后，改設立新的驻外代表机构，并逐渐演变駐斐濟台北商務辦事處。
斐济在马来西亚吉隆坡设有高級專員公署，而马来西亚也在苏瓦设有高級專員公署。两国曾是大英帝国的一部分，而在从1952年至1956年马来亚紧急状态期间，于马来西亚半岛服役的许多士兵都来自斐济。

## 交通

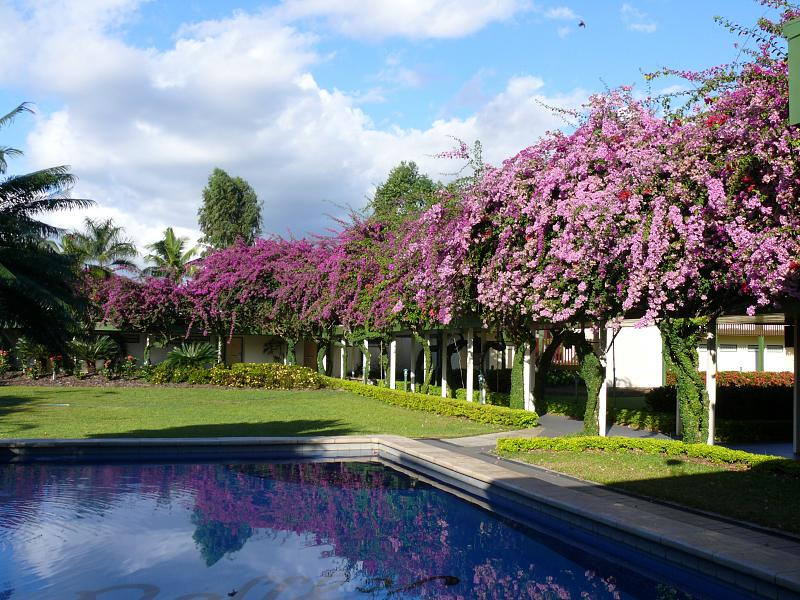
萊佛士威酒店

楠迪國際機場坐落於維提島西部的斐濟第三大城楠迪，成爲最主要的遊客入境港口。瑙索里國際機場位於首都蘇瓦。

## 体育
2016年8月11日，斐济7人制橄榄球队在里约奥运会决赛43-7击败英国队，获得历史上首枚奥运金牌，也是首枚奥运奖牌。当日，斐济国家政府宣布该日确定为国家纪念日。

## 新闻媒体
斐济的主要报纸有斐济时报（英文版）、每日邮报、斐济太阳报，华文报纸有斐济日报和斐济华声报。
斐济主要杂志有岛国商务、太平洋岛屿（月刊），在太平洋岛国地区发行，发行量约1万册。
斐济有一家广播公司，成立于1985年，是斐济的官方电台，也是斐济全国性的广播网，由6个电台组成，使用斐济语、英语、印地语向全国播音。此外斐济还有电视台，成立于1993年，共有1个免費频道（Fiji One）和付費電視服務SKY Pacific，向全国播出。

## 外部連結
- 斐济旅游官方网站
- 斐濟政府官方网站 （页面存档备份，存于）
- 斐济新闻
- 斐济苏瓦新闻